# Rock City (album Royce da 5'9")
Rock City è il primo album in studio del rapper statunitense Royce da 5'9", pubblicato nel 2002.

## Tracce
Version 2.0
1. It's Tuesday (intro) – 3:02
2. Rock City (featuring Eminem) – 4:14
3. Off Parole (featuring Tre Little) – 6:05
4. My Friend – 3:30
5. You Can't Touch Me – 3:56
6. Mr. Baller (featuring Clipse, Pharrell, Tre Little) – 4:26
7. Let's Go (featuring Twista) – 4:18
8. D-Elite – 1:42
9. Take His Life (featuring Tre Little) – 4:21
10. Nickel Nine Is... – 4:56
11. Boom – 3:56
12. Soldier's Story – 4:18
13. Who Am I – 3:44
14. Life (featuring Amerie) – 5:20
15. King of Kings – 4:06